# José Antonio Caro Martínez
José Antonio Caro Martínez (nascut el 8 de març de 1993) és un futbolista professional espanyol que juga com a defensa central a la UD Melilla.

## Carrera de club
Nascut a Estepa, província de Sevilla, Caro va jugar al futbol base del Reial Betis local i va debutar amb l'equip B la temporada 2011-12, jugant un partit a Segona Divisió B.
Caro va aparèixer en el seu primer partit competitiu amb l'equip principal dels andalusos el 3 de novembre de 2013, substituint Damien Perquis al minut 55 d'una derrota a la Lliga per 3-2 contra el Málaga CF. Va tenir la seva primera titular quatre dies després, amb la victòria sencera per 1-0 al Vitória SC a la fase de grups de la UEFA Europa League.
El 21 d'agost de 2015, Caro va ser cedit al club de Segona Divisió Elx CF en un contracte de tota la temporada. L'1 de juliol de l'any següent va rescindir el seu contracte amb el Betis i va signar un contracte de dos anys amb el Córdoba CF hores més tard. Va marcar el seu primer gol com a professional el 8 d'octubre de 2016, tancant un empat a 1 a casa amb el CD Numància.
El 27 de juliol de 2018, l'agent lliure Caro va signar un contracte de dos anys amb l'Albacete Balompié, encara a la segona divisió. Va fer 17 aparicions en la seva campanya de debut per ajudar el seu equip a acabar quart, marcant en la victòria a casa per 3-0 contra el Còrdova el 2 de setembre.
Caro es va traslladar a l'estranger per primera vegada el setembre del 2020, en fitxar per l'NK Osijek de la Primera Lliga de Futbol de Croàcia amb un contracte de tres anys. Va tornar a Espanya i la seva tercera categoria al mercat de fitxatges de gener de 2022, però, amb l'UCAM Murcia CF.